# Morón de la Frontera
Morón de la Frontera is een gemeente in de Spaanse provincie Sevilla in de regio Andalusië met een oppervlakte van 432 km². In 2007 telde Morón de la Frontera 28.165 inwoners.

## Geboren
- Kike Salas (23 april 2002), voetballer

## Demografische ontwikkeling
Bron: INE; 1857-2011: volkstellingen
Opm.: In 1897 werd Coripe een zelfstandige gemeente